# Rimèsa
Rimèsa
(en francès Rimeize) és un municipi del departament francès del Losera a la regió d'Occitània.